# Clermont (Haute-Savoie)

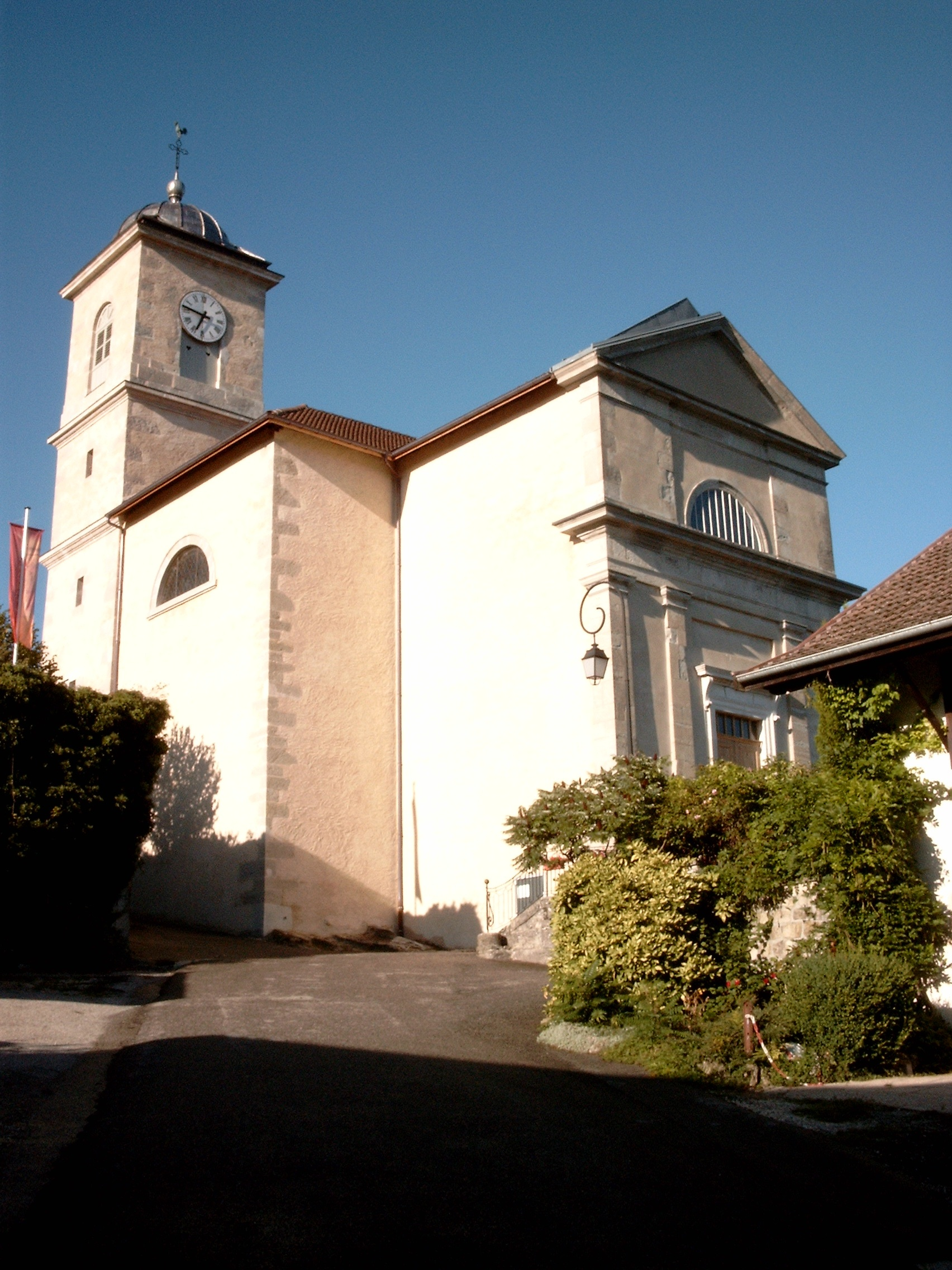
Kościół św. Stefana (2004)

Clermont – miejscowość i gmina we Francji, w regionie Owernia-Rodan-Alpy, w departamencie Górna Sabaudia.
Według danych na rok 1990 gminę zamieszkiwały 244 osoby, a gęstość zaludnienia wynosiła 35 osób/km² (wśród 2880 gmin regionu Rodan-Alpy Clermont plasuje się na 1384. miejscu pod względem liczby ludności, natomiast pod względem powierzchni na miejscu 1359.).